# تيم سميث
تيم سميث (بالإنجليزية: Tim Smith )‏ (و. 1947 – م) هو سياسي، من المملكة المتحدة، هو عضوٌ في حزب المحافظين.

## مناصب
تولى منصب عضو البرلمان في المملكة المتحدة.